# クラウディア・シファー

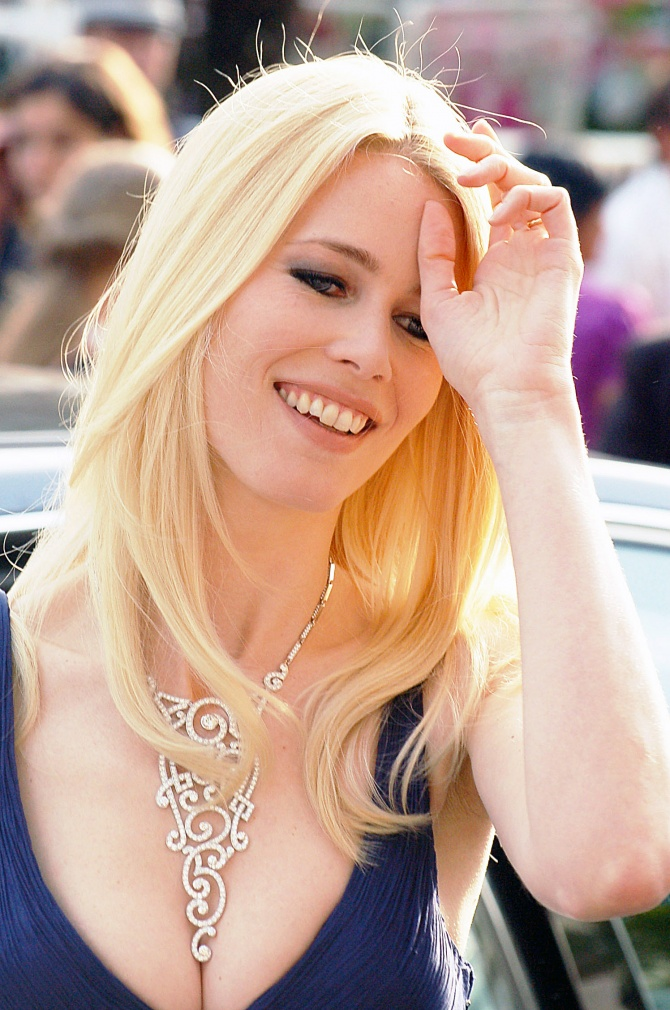
2007年撮影

クラウディア・シファー（Claudia Schiffer, 1970年8月25日 - ）はドイツ・ノルトライン＝ヴェストファーレン州ラインベルク (Rheinberg) 出身の女性ファッションモデル、女優である。

## 経歴
弁護士の父を持つ裕福な家庭に育った。1987年10月、ドイツデュッセルドルフのナイトクラブでパリの有名モデルエージェンシーメトロポリタン (METROPOLITAN MODELS) のボスであるミッシェル・ラヴァトン (Michel Levaton) によってスカウトされた。
パリに移ると、エージェントのアーリンによって直ぐにプロモートが開始された。雑誌ELLEをきっかけにその後、雑誌500冊以上の表紙を飾り一躍トップモデルとなる。また、すぐにシャネルのデザイナーカール・ラガーフェルド (Karl Lagerfeld) によってシャネルの新しい顔としても選ばれた。
そして、1990年代にはシンディ・クロフォード、クリスティー・ターリントン、リンダ・エヴァンジェリスタ、ステファニー・シーモア、ナオミ・キャンベルらと共にスーパーモデルとしてファッション界の一世を風靡した。日本でも当時、婦人服小売大手の三貴が展開する専門店ブティック・ジョイのCMキャラクターとして登場していた。
その甘くグラマラスでセクシーな容姿は「ドイツが産んだブリジット・バルドー」、「生きたバービー人形」とも言われ、スーパーモデルの中で最もパパラッチに囲まれていたとも言われている。長年のレブロンのイメージモデルとしても有名である。
現在でも様々なブランドと共に商品開発に携わったり、自身のDVDや本の出版もしている。また、モデル仲間のナオミ・キャンベル、ステファニー・シーモア、クリスティー・ターリントン、エル・マクファーソンと共にニューヨークでレストラン『Fashion cafe』を経営をしたりと実業家の一面も見せている。
1997年は国際ユニセフ大使になり、2006年にはHIV/AIDSについてアメリカ合衆国のユニセフ大使としても活動をしている。
1999年まで5年間、世界的に有名なマジシャンのデビッド・カッパーフィールドと婚約していたが、2000年秋にガイ・リッチー作品『ロック、ストック&トゥー・スモーキング・バレルズ』のプロデューサーであるマシュー・ヴォーンと出会い、2002年に結婚している。2003年には息子カスパル・マシュー (Caspar Matthew) を出産。2004年には第2子で娘のクレメンタイン・ド・ヴィア・ドラムンド (Clementine de Vere Drummond) を出産している。2004年からは一家でイギリスのロンドンに住んでいる。2010年5月14日には第3子となる女の子を出産した。結婚に合わせてサフォークのコールドハム・ホールを別荘として購入し、ここで結婚式を挙げたが、後にノッティング・ヒルの自宅を引き上げてサフォークへ完全移住している。
2006年のFIFAワールドカップ大会開幕式典では、ブラジルの「サッカーの王」ペレと共に優勝トロフィーを持って登場した。

## 出演した映画作品
| 公開年 | 邦題 原題                              | 役名                       | 備考 |
| ------ | -------------------------------------- | -------------------------- | ---- |
| 1994   | リッチー・リッチ Ri¢hie Ri¢h           | エアロビのインストラクター |      |
| 1994   | プレタポルテ Prêt-à-Porter             | 本人                       |      |
| 1997   | ブラックアウト The Blackout            | スーザン                   |      |
| 1999   | Friends & Lovers                       | カーラ                     |      |
| 1999   | ブラック AND ホワイト Black and White  | グレタ                     |      |
| 2000   | Desperate But Not Serious              | ジジ                       |      |
| 2001   | ズーランダー Zoolander                 | クラウディア・シファー     |      |
| 2002   | アイ ラブ ヒットマン Life Without Dick | メアリー                   |      |
| 2003   | ラブ・アクチュアリー Love Actually     | キャロル                   |      |